# Мощаница (Волынская область)
Мощаница (укр. Мощаниця) — село в Олыкской поселковой общине Луцкого района Волынской области Украины.
До 2020 года входило в Киверцовский район.
Код КОАТУУ — 0721882003. Население по переписи 2001 года составляет 304 человека. Почтовый индекс — 45260. Телефонный код — 3365. Занимает площадь 1,001 км².